# Golshifteh Farahani
Golshifteh Farahani (Perzisch: گلشیفته فراهانی) (Teheran, 10 juli 1983) is een Iraans actrice, die tevens in het bezit is van de Franse nationaliteit.

## Biografie
Farahani werd in 1983 geboren als dochter van de Iraanse acteur en scenarioschrijver Behzad Farahani. Op haar vijfde begon ze met pianospelen. Ze begon op haar twaalfde aan de muziekschool in Teheran. Twee jaar later speelde ze de hoofdrol in een film van Dariush Mehrjui, waarmee ze op het Fahr Filmfestival een prijs voor beste actrice won. Ze won verder in Iran verschillende filmprijzen en speelde vaak in films van de regisseur Asghar Farhadi. Daarnaast speelde ze in 2008, samen met onder andere de Amerikaanse acteur Leonardo DiCaprio, de rol van Aisha in de film Body of Lies.
Farahani werd in januari 2012 verbannen uit Iran wegens een naaktfoto van haar in een Frans tijdschrift. Volgens het Iraanse ministerie van Cultuur is Farahani beïnvloed door de 'vulgaire westerse cultuur'. Farahani wilde met de foto protesteren tegen vrouwenonderdrukking in het Midden-Oosten. Ze was het land eerder ontvlucht, omdat er steeds strengere eisen aan de filmindustrie werden opgelegd door Mahmoud Ahmadinejad.
Farahani huwde op twintigjarige leeftijd, maar scheidde enige jaren later van haar echtgenoot. Ze woont sinds 2009 in Parijs.

## Filmografie
- Derakht-e golabi (1997)
- Haft Pardeh (2000)
- Zamaneh (2001)
- Jayee digar (2002)
- Do fereshteh (2003)
- Boutique (2003)
- Ashk-e sarma (2004)
- Bab'Aziz, le prince qui contemplait son âme (2005)
- Mahiha ashegh mishavand (2005)
- Bé nam-e pedar (2005)
- Gis Borideh (2006)
- Niwemang (2006)
- Mim mesle madar (2007)
- Santouri (2007)
- Shirin (2008)
- Hamisheh paye yek zan dar miyan ast (2008)
- Divar (2008)
- Body of Lies (2008)
- Darbareye Elly (2009)
- There Be Dragons (2010)
- Si tu meurs, je te tue (2011)
- Poulet aux prunes (2011)
- Syngué Sabour, pierre de patience (2012)
- Just Like a Woman (tv-film, 2012)
- My Sweet Pepperland (2013)
- Rosewater (2014)
- Eden (2014)
- Exodus: Gods and Kings (2014)
- Les Deux Amis (2015)
- Paterson (2016)
- Pirates of the Caribbean: Dead Men Tell No Tales (2017)
- Les Filles du soleil (2018)
- L'angle mort (2019)
- Un divan à Tunis (2019)
- Extraction (2020)
- Extraction 2 (2023)
- Alpha (2025)